# Força Aèria Polonesa
La Força Aèria Polonesa (polonès: Siły Powietrzne Rzeczypospolitej Polskiej, literalment Forces Aèries de la República Polonesa) és la branca aèria militar de les Forces Armades de Polònia. Fins al juliol de 2004 va ser coneguda com a Wojska Lotnicze i Obrony Powietrznej (literalment: Forces Aèries i de Defensa Aèria). El 2010 estava constituïda per uns 16.000 militars i unes 320 aeronaus, distribuïts en 12 bases a Polònia. La Força Aèria Polonesa actualment és una de les més poderoses de l'Europa Oriental.
La Força Aèria Polonesa pot establir els seus orígens als mesos posteriors del final de la I Guerra Mundial, el 1918. Després de la invasió de Polònia per l'Alemanya Nazi el 1939, gran part de la Força Aèria Polonesa va ser destruïda, tot i que molts pilots van continuar la lluita durant la II Guerra Mundial en esquadrons aeris a la Gran Bretanya i a la Unió Soviètica. Des del col·lapse de la Unió Soviètica el 1991, Polònia ha reduït la seva dependència vers els avions de fabricació russa i el 2012 tenia 3 esquadrons de caces F-16 estatunidencs totalment operatius.

## Aeronaus
| Model                         | Imatge               | Origen             | Tipus                                         | Versió                  | En servei          | Detalls |  |
| Aeronaus de Combat            | Aeronaus de Combat   | Aeronaus de Combat | Aeronaus de Combat                            | Aeronaus de Combat      | Aeronaus de Combat | Aeronaus de Combat |  |
| ----------------------------- | -------------------- | ------------------ | --------------------------------------------- | ----------------------- | ------------------ | --- |  |
| Lockheed Martin F-35          |                      |                    |                                               |                         | 0 (32 order)       | |  |
| Lockheed Martin F-16 Jastrząb | Lockheed-Martin F-16 | Estats Units       | Caça multirol                                 | F16C bl 52+ F16D bl 52+ | 36 12              | Armat amb míssils 562 AIM-9X 384 AIM-120C-5 AMRAAM 816 AGM-65G Maverick 280 AGM-154 JSOW i bombes Mk.82, Mk.84, GBU-31, GBU-38, GBU-22, GBU-24 Paveway III. |  |
| Mikoian-Gurévitx MiG-29       | MiG-29A              | Rússia             | Caça                                          | MiG-29A MiG-29UB        | 22 6               | |  |
| Sukhoi Su-22                  | Sukhoi Su-22         | URSS               | Avió d'atac a terra                           | Su-22M-4K Su-22UM-3K    | 12 6               | Previst per retirar al 2016. |  |
| Aeronaus de transport         |                      |                    |                                               |                         |                    | |  |
| Embraer ERJ-175               | Embraer ERJ-175      | Brasil             | Transport VIP                                 |                         | 2                  | |  |
| PZL M28B Bryza                | PZL M28B Bryza       | Polònia            | Utility Transport                             | Bryza TD/Bryza PT       | 17                 | 8 més en comanda |  |
| PZL An-2                      | PZL An-2             | Polònia            | Transport tàctic                              |                         | 13                 | |  |
| CASA C-295                    | CASA C-295           | Espanya            | Transport tàctic                              | C-295M                  | 11                 | 12 lliurats, 1 s'estavellà el 24 de gener de 2008 |  |
| C-130 Hercules                | C-130 Hercules       | Estats Units       | Transport tàctic                              | C-130E                  | 5                  | |  |
| Avions d'entrenament          |                      |                    |                                               |                         |                    | |  |
| PZL TS-11 Iskra               | PZL TS-11 Iskra      | Polònia            | Avió d'entrenament                            |                         | 54                 | es retiraran al 2011, sent substituïts per 16 nous T-50 Golden Eagle o M-346 Master                                                                         |  |
| PZL-130 Orlik                 | PZL-130 Orlik        | Polònia            | Avió d'entrenament                            | PZL-130TC-II            | 37                 | 16 en procés de modernització |  |
| Helicòpters                   |                      |                    |                                               |                         |                    | |  |
| Mil Mi-8                      | Mil Mi-8             | URSS               | Helicòpter de combat, recerca i rescat        | Mi-8T/Mi-8P/Mi-8RL      | 10                 | |  |
| PZL Mi-2                      | PZL Mi-2             | Polònia            | Helicòpter de transport lleuger               | Mi-2/Mi-2RL             | 54                 | |  |
| PZL W-3 Sokół                 | PZL W-3 Sokół        | Polònia            | Helicòpter de recerca i rescat/ Transport VIP | W-3T/W-3RL/W-3R/W-3S    | 19                 | |  |
| PZL SW-4 Puszczyk             | PZL SW-4 Puszczyk    | Polònia            | Transport Lleuger/Entrenament                 |                         | 24                 | |  |

## Rangs i insígnies

### Oficials
| Codi OTAN    | OF-9    | OF-8          | OF-7            | OF-6            | OF-5      | OF-4         | OF-3  | OF-2    | OF-1      | OF-1         |
| ------------ | ------- | ------------- | --------------- | --------------- | --------- | ------------ | ----- | ------- | --------- | ------------ |
| Força Aèria  | Generał | Generał broni | Generał dywizji | Generał brygady | Pułkownik | Podpułkownik | Major | Kapitan | Porucznik | Podporucznik |
|              | Generał | Generał broni | Generał dywizji | Generał brygady | Pułkownik | Podpułkownik | Major | Kapitan | Porucznik | Podporucznik |
| Abreviatures | gen.    | gen. broni    | gen. dyw.       | gen. bryg.      | płk       | ppłk         | mjr   | kpt.    | por.      | ppor.        |
|              |         |               |                 |                 |           |              |       |         |           |              |

### Sots-oficials I tropa
| Codi OTAN    | OR-6             | OR-5     | OR-5      | OR-4           | OR-3   | OR-2              | OR-1      |
| ------------ | ---------------- | -------- | --------- | -------------- | ------ | ----------------- | --------- |
| Força Aèria  | Starszy Sierżant | Sierżant | Plutonowy | Starszy Kapral | Kapra  | Starszy Szeregowy |           |
|              | Starszy Sierżant | Sierżant | Plutonowy | Starszy Kapral | Kapral | Starszy Szeregowy | Szeregowy |
| Abreviatures | st. sierż.       | sierż.   | plut.     | st. kpr.       | kpr.   | st. szer.         | szer.     |
|              |                  |          |           |                |        |                   |           |

OR-7 OR-8 OR-9 també són: młodszy chorąży, chorąży, starszy chorąży, starszy chorąży sztabowy.